# Магалтадзе, Роин
Роин(и) Магалтадзе (1941; село Доус, Каспи, Грузинская ССР, СССР — 2004) — советский самбист и дзюдоист, чемпион Европы по дзюдо 1968 года в личном зачёте, бронзовый призёр чемпионата Европы по дзюдо 1969 года в командном зачёте, серебряный призёр чемпионата мира по дзюдо среди студентов, мастер спорта СССР международного класса. Во время службы в армии, которую проходил в Краснознамённом Белорусском военном округе, входил в состав сборной округа по самбо. Тренировался под руководством Виталия Сенько и Гурама Папиташвили.